# Mark Lanegan
Mark William Lanegan (25. listopadu 1964 – 22. února 2022) byl americký rockový hudebník, zpěvák a autor písní. Svou hudební kariéru zahájil v 80. letech ve skupině Screaming Trees, která bývá většinou řazena do stylu grunge. Již v době svého působení ve skupině vydal Lanegan také své první sólové nahrávky, do roku 2020 jich vytvořil dvanáct. Po rozpadu Screaming Trees v roce 2000 se na čas stal hostujícím členem skupiny Queens of the Stone Age, do roku 2005. Poté se věnoval především spolupráci s rozličnými hudebníky a projekty. Mimo jiné natočil tři alba se skotskou zpěvačkou a cellistkou Isobel Campbellovou, dvě alba s britskými Soulsavers a se svým přítelem Gregem Dullim nahráli debut svého projektu The Gutter Twins. Od roku 2012 opět začal vydávat vlastní nahrávky, vydal několik alb pod hlavičkou Mark Lanegan Band a s touto skupinou koncertoval na mnoha místech Ameriky, Evropy a Austrálie.
Zpívá nezaměnitelným barytonem, který si vysloužil přirovnání například k Tomu Waitsovi nebo Leonardu Cohenovi. Recenzent serveru Pitchfork Media o něm napsal, že jeho hlas „škrábe jako třídenní strniště, avšak je tak plný a ohebný jako měkká kůže“. Bývá označován za následovníky umělců jako Johnny Cash, Scott Walker nebo Nick Cave.

## Raná léta
Vyrůstal na severozápadě USA ve městečku Ellensburg, které leží ve východní části státu Washington, asi 150 km od Seattlu. Převládajícím způsobem obživy v těchto končinách je hlavně zemědělství, příjmy spíše podprůměrné, nezaměstnanost naopak nad průměrem. V době Laneganova dětství v něm žilo kolem 10 tisíc obyvatel a z jeho pohledu to byl zapadákov, ze kterého se snažil dostat pryč. Lanegan o svém dětství mluvíval zřídka, v rozhovorech naznačoval, že pochází z problematické rodiny, které se snažil vyhýbat. Avšak v dubnu 2020 vydal svou autobiografii Sing Backwards and Weep (viz také kapitola níže), ve které o svém dětství a mládí otevřeně píše.
Kromě toho, že byl fanouškem punku, také sportoval. Na střední škole byl mimo jiné nadějným členem baseballového týmu. Poměrně v raném věku začal mít problémy s alkoholem a drogami, v 18 letech již měl za sebou zatčení a odsouzení k ročnímu trestu za jejich držení. Uvěznění se vyhnul nástupem na roční pobyt v odvykacím zařízení. S baseballem však byl konec. Zhruba v této době se seznámil a spřátelil s bratry Connerovými, se kterým později založili skupinu Screaming Trees.

## Screaming Trees, Queens of the Stone Age
Hudbě se začal věnovat v 80. letech, kdy spolu s Gary Lee Connerem, Van Connerem a Markem Pickerelem dali dohromady skupinu Screaming Trees (v překladu Křičící stromy, jmenoval se tak jeden kytarový pedál), se kterou vydali dohromady sedm alb, mimo jiné i Sweet Oblivion z roku 1992 nebo Dust (1996). Screaming Trees byli většinou řazeni do škatulky grunge, s čímž ne každý souhlasil. Například časopis Mojo jejich styl popsal jako „mystický hard rock s masivní rytmikou“. V roce 1998 v rozhovoru pro časopis No Depression se vyjádřil k tomu, co pro něj setkání s bratry Connerovými a založení skupiny znamenalo: „Je to sice fráze a ne zrovna nejbystřejší, ale vím, že nebýt Screaming Trees, asi bych tu nebyl. Lee Conner (kytarista Trees) mě naučil zpívat, notu od noty. Ve dvaceti jsem neměl střechu nad hlavou, za sebou první oplétačky se zákonem, byl jsem zrovna venku z vězení a tihle kluci chodili do církevní školy a mluvili slušně. Zařídili mi bydlení a práci, vymáhání nesplácených elektrospotřebičů. Nemyslím si, že bych se býval dal na hudbu. Nedocházelo mi, že hudba se mnou byla celý život. Vždycky jsem měl takový pocit, že ve mně něco je. Když jsem objevil, že to je hudba, byla to opravdu úleva. Stejně tak jako mít tyhle kluky, kteří se mnou z nějakého důvodu chtěli být.“ Později se ovšem k existenci Screaming Trees Lanegan vyjadřoval kritičtěji. V roce 2020, po vydání autobiografie Sing Backwards and Weep, která líčí vztahy ve skupině v dosti nelichotivém světle, okamžitě důrazně zareagoval kytarista Gary Lee Conner, který z vyprávění vychází nejméně lichotivě.
Už v době působení ve Screaming Trees zahájil také svoji sólovou kariéru. Když se skupina v roce 2000 po delším období nečinnosti definitivně rozešla, přijal Lanegan pozvání Joshe Hommea a na několik let se stal hostujícím členem Queens of the Stone Age. Autorsky se spolupodílel se na několika nahrávkách skupiny, nejvýrazněji na albu "tří zpěváků" Songs for the Deaf z roku 2003. Také s QOTSA odjel několik turné, na nichž si pochvaloval svou roli hostujícího zpěváka, kdy "přišel na pódium odzpívat čtyři pět písní a měl hotovo". Spolupráce skončila po vzájemné dohodě v roce 2005. Přitom po celou tuto dobu nadále spolupracoval i s jinými umělci, např. se svým přítelem Gregem Dullim v jeho tehdejší skupině The Twilight Singers, se kterým roku 2003 vymysleli a pak dlouho odkládali společný projekt The Gutter Twins. Nahrával a vystupoval také třeba s Isobell Campbell, Melissou Auf der Maur, Martinou Topley Bird, s britskými Soulsavers nebo Unkle, belgickými Creature with the Atom Brain a dalšími, viz níže.

## Sólové nahrávky a Mark Lanegan Band
V roce 1990 vydal své první sólové album The Winding Sheet na labelu Sub Pop (u kterého v té době kotvili i jeho přátelé z kapel Nirvana, Soundgarden nebo The Afghan Whigs). Když byl Lanegan dotázán na to, jací interpreti ho ovlivnili, řekl, že kromě sólových alb Grega Sage z portlandských The Wipers, také právě v době před natočením první desky dostal od majitele svého oblíbeného hudebního obchodu kazetu s alby od Nicka Drakea, Tima Buckleyho a Leonarda Cohena, jejichž projev ho velmi oslovil. Album vzniklo následně poté, co se s Kurtem Cobainem pokusili nahrát album předělávek legendárního bluesmana Leadbellyho. Tento projekt však bohužel nebyl úspěšný, podle Lanegana proto, že vůči sobě s Cobainem měli tolik respektu, že nebyli schopni nic moc vytvořit. Následně se z tohoto ovšem vyvinul Laneganův sólový debut, do kterého se zapojili i další muzikanti. Z nahrávek Leadbellyho skladeb se na Winding Sheet dostala píseň „Where Did You Sleep Last Night?“ (Cobain ji s Nirvanou zahrál také na slavném akustickém koncertě MTV Unplugged in New York a Nirvanovský komplet With the Lights Out obsahuje také song „Ain't It a Shame“). Cobain se na Laneganově debutu objevil také ve sborech v písni „Down in the Dark“. Většina alba byla nahrána v sestavě Mark Pickerel bicí, Mike Johnson kytary (později hrál na baskytaru v Dinosaur Jr), Steve Fisk piano a klávesy a Jack Endino basová kytara.
Druhé album Whiskey for the Holy Ghost (Whiskey pro Ducha Svatého) z roku 1994 bylo soudržnější nahrávkou obsahující písně jako např. „The River Rise“, „Sunrise“, „Borracho“, „Riding the Nightingale“ či „Beggar's Blues“. Album vznikalo bezmála tři roky a téměř nespatřilo světlo světa, neboť Lanegan byl v jednom momentu rozhodnut vyhodit kotouče s nahrávkami do řeky, v čemž mu na poslední chvíli zabránil producent Jack Endino. (Skladbu „Kingdoms of Rain“ Lanegan znovu nahrál v roce 2007 se Soulsavers a vyšla jako singl.) Časopis Mojo o něm v roce 2004 napsal: Strhující barokně bluesové aranže vykreslují příběhy popisující snahu o „naplnění“ a lítosti zpívané mladým mužem, který předčasně zestárl. A sám Lanegan ve stejném článku dodal: „Fakt, že se to lidem líbilo, v určitém ohledu mojí psychóze přidal. Mike Johnson odešel, když jsme byli v polovině. Asi pětkrát nebo šestkrát jsem to mixoval a skládal jsem další a další písničky. A původní záměr, i když tomu možná nebudete věřit, byl to vše nahrát během tří dnů. Protože jsme s Johnsonem slyšeli, že tak dlouho trvalo nahrání Astral Weeks (album Van Morrisona – pozn. překl.). Ze tří dnů se staly čtyři roky.“
V roce 1995 se objevil na albu Above projektu Mad Season, v němž zpíval jeho přítel Layne Staley (Alice in Chains). Mad Season dali na konci roku 1994 dohromady Staley, Mike McCready z Pearl Jam, Barrett Martin ze Screaming Trees a John Baker Saunders z The Walkabouts. Lanegan účinkoval v písních „Long Gone Day“ a „I'm Above“.
Období kolem let 1996 a '97 bylo v Laneganově životě pravděpodobně nejtěžším, jeho drogová závislost dosáhla krajní meze a ocitl se na psychickém i fyzickém dně. Několik měsíců žil v Seattlu jako bezdomovec a prodával drogy. Na základě tipu a později i finanční pomoci Courtney Love, manželky Kurta Cobaina a zpěvačky skupiny Hole, a také dalších událostí, na konci roku 1997 opustil Seattle a odebral se do kalifornské Pasadeny (součást Los Angeles), na roční odvykací kůru v rámci programu saxofonisty Buddy Arnolda Musicians' Assistance Program (MAP, dnes pod záštitou MusiCares) pomáhajícího hudebníkům snažícím se dostat z drogové závislosti. Léčení bylo úspěšné a Mark Lanegan už v Kalifornii zůstal, od té doby žil v Los Angeles po dalších 22 let, podle svých slov kvůli příjemnějšímu klimatu.
V roce 1998 vyšlo další sólové album Scraps at Midnight (Půlnoční skici), akustická a spíše strohá, avšak silná nahrávka, ovlivněná jeho ročním pobytem v odvykacím zařízení (v té době stále probíhajícím). Nahrál ho společně s přítelem a spolupracovníkem Mikem Johnsonem, kytaristou Dinosaur Jr., předchozí zimu na ranči Rancho de la Luna v kalifornské oblasti Joshua Tree.
Čtvrté studiové album bylo nahrávkou coververzí nazvanou I'll Take Care of You a vyšlo v roce 1999. Na jeho počátku byly strany B singlů ze Scraps at Midnight. Dvě písničky z tohoto nahrávání se objevují na singlu Hotel. Zúčastnění byli spokojení s průběhem nahrávek a přidali proto několik dalších skladeb. Na albu se objevují předělávky písní předních folkových, R&B a punkových interpretů, jako jsou např. Tim Hardin, Booker T. & the M.G.'s nebo Laneganův přítel Jeffrey Lee Pierce, stejně jako legenda country Buck Owens. V roce 1999 také spolupracoval na albu k poctě nevyléčitelně nemocnému spoluzakladateli skupiny Moby Grape Skipu Spenceovi.
V roce 2001 vyšlo páté studiové album Field Songs (Písně z terénu), o kterém pro časopis Mojo v roce 2004 řekl: „Zkusil jsem udělat znovu své druhé album. Nikoli jeho pokračování, ale stejnou nahrávku, z jiného úhlu pohledu. Z druhé strany plotu. Její líc. Můj život „v terénu“, naostro. Jedno album jsem udělal v pominutí smyslů a druhé vzniklo v příčetnějším stavu.“ Na albu hostoval Laneganův přítel Duff McKagan, a výrazně na něj přispěl i bývalý basista Soundgarden Ben Shepherd. V roce 2003 se objevil na albu Blackberry Belle skupiny Grega Dulliho The Twilight Singers, se kterým si zazpíval epickou závěrečnou píseň „Number Nine“. Šlo o první z mnoha spoluprací s Dullim a Twilight Singers.

#### Mark Lanegan Band
Koncem roku 2003 vyšlo EP Here Comes That Weird Chill vydané poprvé pod hlavičkou Mark Lanegan Band. Toto EP, na kterém je zřetelně slyšet vliv spolupráce s Queens of the Stone Age, a její členové se na něm účastnili i personálně, je přechodem či návratem od akustičtějšího zvuku sólových alb k hlasitějšímu rockovému vyznění, originálně pojaté směsi rocku s příměsí elektroniky, to vše nesené Laneganovsky nezaměnitelným emotivním hlasem. Na nahrávání se podílela řada hudebníků a následovalo menší turné, v Mark Lanegan Bandu hráli mimo jiné kytaristé Troy Van Leeuwen z QOTSA či Brett Netson z Built To Spill. Touto dobou se Lanegan procházel obtížným obdobím rozvodu se svou druhou ženou Wendy Rae Fowler, členka skupiny We Fell to Earth.
V emocionálně podobném a hudebně o trochu tišším duchu, se nese i následující dlouhohrající album Bubblegum (2004), na kterém si s Laneganem zahrála dlouhá řada hudebníků, mezi jinými třeba P.J. Harvey, Josh Homme a Nick Oliveri z Queens of the Stone Age, Greg Dulli z Afghan Whigs a Twilight Singers, Dean Ween z Ween nebo Duff McKagan a Izzy Stradlin, kteří dříve hráli v Guns N' Roses. V písni Bombed, která dala tomuto albu název ("when I'm bombed, I stretch like bubblegum") se objevuje Laneganova tehdy již bývalá žena Wendy Rae Fowler. Nahrávka byla příznivě hodnocena kritiky a stala se také jeho do té doby komerčně nejúspěšnějším dílem. V žebříčku nejlepších nezávislých alb časopisu Billboard dosáhlo na 39. příčku. Konalo se opět i turné, skupina v podobné sestavě jako u předešlého EP uskutečnila více než šedesátkou koncertů v Americe, Evropě a Austrálii. V této době také došlo k Laneganově krátkému drogovému relapsu, který skončil desetidenním kómatem a ročním obdobím, kdy zpěvák necítil jakýkoli vztah k hudbě, kterou nemohl nejen skládat, ale ani poslouchat. Živil se zhruba rok stavěním a malováním televizních dekorací a jako velkou pomoc zmiňuje kytaristu Guns N' Roses Duffa McKagana. V roce 2005 ho Greg Dulli „vytáhl“ na turné jeho skupiny The Twilight Singers a následovalo zhruba pětileté období jednorázových či opakovaných spoluprací s řadou jiných hudebníků.

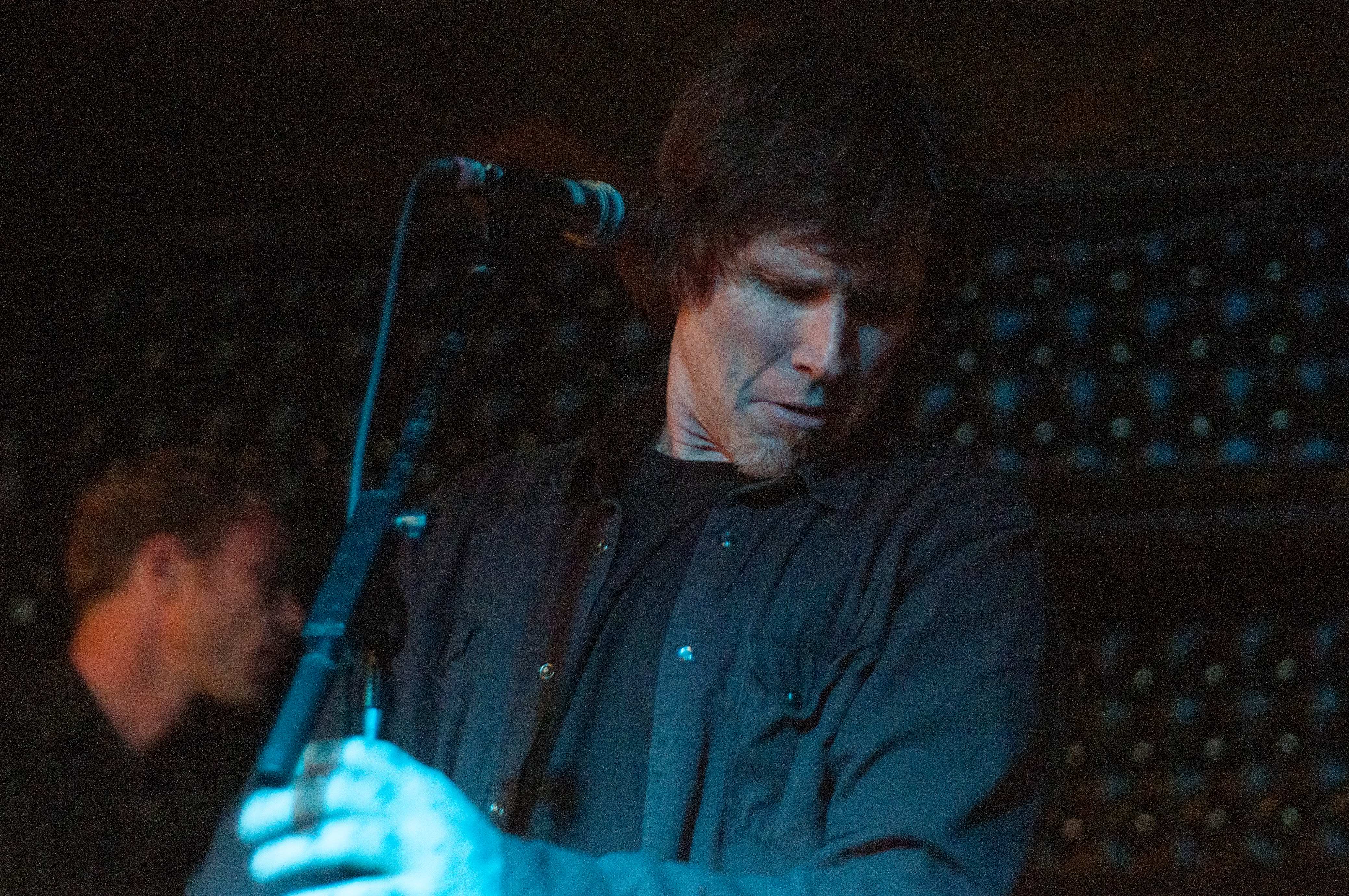
Mark Lanegan v roce 2009

Další sólové album pojmenované Blues Funeral začal nahrávat v roce 2011, po osmi letech od Bubblegum, spolu se zkušeným kytaristou a producentem Alainem Johannesem. Mezi hosty se objevují mj. Josh Homme, Greg Dulli a bubeník Jack Irons. Pestře znějící nahrávka obsahující více elektronických prvků se setkala s dobrým přijetím a v prodejích dvojnásobně překonala dosud nejúspěšnější Laneganovu desku Bubblegum. Vyšla v únoru 2012 u vydavatelství Beggars Banquet. V rámci následného turné se 20. března 2012 uskutečnil i první Laneganův sólový koncert koncert v Praze, v Lucerna Music Baru. Kapelu Mark Lanegan Band tvořila skupina převážně belgických hudebníků kolem kytaristy a hráče na elektrické varhany Aldo Struyfa ze skupin Millionaire a Creature With the Atom Brain, který s Laneganem hrál již na albu a turné Bubblegum. Na postu kytaristy se v roce 2013 objevuje další od té doby dlouhodobý spolupracovník, Jeff Fielder ze Seattlu.
Koncem roku 2012 vyšlo vánoční minialbum pojmenované Dark Mark Does Christmas obsahující šest písní, jeho verzí vánočních koled jako třeba „O Holy Night“, „We Three Kings“, ale i předělávku skladby „Burn the Flames“ Rokyho Ericksona.
V září 2013 bylo u labelu Vagrant Records vydáno druhé Laneganovo album coververzí nazvané Immitations. Obsahuje většinou populární písně, které hrávaly z amerických rádiích v 60. letech. Jak Lanegan řekl: „Chtěl jsem udělat album se stejnou atmosférou jakou měla spousta nahrávek, které jsem slýchával, když jsem byl mladší.“ Na albu se tedy objevují písně od interpretů jako byli Dean Martin, Perry Como, Andy Williams, Vern Gosdin, Frank Sinatra či jeho dcera Nancy Sinatra. U slavné písně „Mack the Knife“ se Lanegan inspiroval jejím provedením písničkářem Davem van Ronkem. Ale album obsahuje i písně od mladších umělců jako jsou John Cale, Nick Cave, Greg Dulli nebo kalifornská písničkářka Chelsea Wolfe.
V lednu 2014 pak u vydavatelství Light in the Attic vyšla 32 písňová antologie sólové tvorby Marka Lanegana z let 1989 - 2011 nazvaná Has God Seen My Shadow?. Kromě písní vydaných u vydavatelství Sub Pop, Beggars Banquet aj. obsahuje také 12 dosud nevydaných nahrávek.
V létě 2014 vyšlo pětipísňové EP No Bells on Sunday, předznamenávající další regulérní album nazvané Phantom Radio, které vyšlo 21. října 2014. Produkce se opět ujal Alain Johannes a nahrávka je hudebně inspirována elektronickou a post-punkovou hudbou 80. let. Recenzent britského deníku The Independent shrnul svůj dojem slovy „přesvědčivé, ojedinělé a krásné.“ V rámci rozsáhlého turné je plánováno také vystoupení v Praze, v únoru 2015. V téže době byla také vydána remixová podoba alba Phantom Radio.
V dubnu 2017 vyšlo další album Mark Lanegan Bandu nazvané Gargoyle. Bylo opět příznivě přijato kritikou, ač někteří autoři postrádali emotivnost dřívějších alb. Lanegan také poskytl rozhovor komikovi a moderátorovi Marcu Maronovi pro jeho podcastový pořad WTF. Maron v rozhovoru řekl, že na něj Laneganova hudba působí jako "velký temný polštář" a Lanegan sám jako "existenciální Viking".
Jedenáctá nahrávka Somebody's Knocking vyšla v říjnu 2019, opět pod hlavičkou Mark Lanegan Band. Šlo v rámci jeho tvorby asi o nejpopovější album, časopis Q napsal, že "ve způsobu, jakým mixuje svůj temný materiál, je opravdová elegance a dokonce i radost".
Již o půl roku později a tentokráte pouze pod Laneganovým jménem následovalo v květnu 2020 intimnější album Straight Songs of Sorrow, inspirované a vydané v souvislosti s autobiografií Sing Backwards and Weep, obsahující řadu hostů - kromě nejdůležitějších spolupracovníků posledních let, jako je multiinstrumentalista a producent Alain Johannes či Greg Dulli - se zde objevuje také např. Laneganova žena Shelley Brien, zpívající v duetu This Game of Love, John Paul Jones z Led Zeppelin, Warren Ellis (Dirty Three a Nick Cave and the Bad Seeds), Adrian Utley (Portishead), Jack Irons, či jeho dlouholetý přítel Dylan Carlson z Earth (který kdysi seznámil Lanegana s Cobainem) atd.
Ke konci roku 2020 znovu vyšla (tentokrát oficiálně, verze z roku 2012 se prodávala pouze na koncertech) nahrávka vánočních písní Dark Mark Does the Christmas 2020, rozšířená o čtyři nové písně, mj. od Everly Brothers nebo jeho verze písně „In the Bleak Midwinter".

## Spolupráce sIsobel Campbell

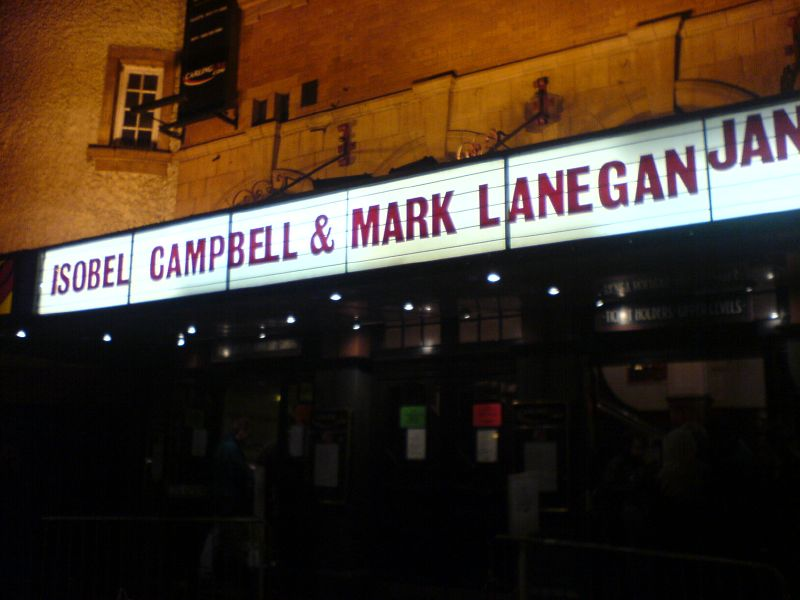
Jedna ze zastávek turné na podporu alba Ballad of the Broken Seas v roce 2007.

V dubnu 2004 vyšlo EP Time Is Just the Same, na kterém spojil síly s Isobel Campbell, bývalou vokalistkou Belle & Sebastian, v duetu „Why Does My Head Hurts So?“. Později vydali singl nazvaný Ramblin' Man předznamenávající jejich společné album Ballad of the Broken Seas. Campbellová složila a nahrála většinu písní alba ve skotském Glasgow a on sám pak k nahrávkám v kalifornském Los Angeles dozpíval vokály. Album bylo dobře přijato kritikou, která dvojici přirovnávala k Nancy Sinatrové a Lee Hazlewoodovi nebo k Nicku Caveovi a Kylie Minogue.
Kromě zpěvu také spolu s Campbellovou napsal píseň „Revolver“. Album obdrželo v roce 2006 nominaci na britskou cenu Mercury Prize. V lednu 2007 odehrála dvojice ve Velké Británii čtyři koncerty, z nichž ten londýnský musel být pro velký zájem přesunut na jiné místo konání. Když se Isobell Campbell rozhodovala ohledně následovníka Ballad of the Broken Seas, uvedla:
„On víceméně na rok zmizel, ale já jsem chtěla udělat další album, protože hned po dokončení Ballad of the Broken Seas jsem psala nové písničky a říkala jsem si: „Musím nějak přesvědčit Marka, aby je zpíval.“
Po jednom z koncertů v lednu 2007 se Campbellová zeptala Lanegana, jestli by uvažoval o tom, že udělají nové album. „Bez váhání“, odpověděl Lanegan. A tentokrát už přiletěl do Glasgow, kde v devíti dnech koncem března písně složené Campbellovou nahráli. Po spolupráci s Laneganem Campbellová prohlásila: „Mám velmi ráda jeho klasický, nenucený americký hlas“. Také řekla „myslím, že jsem si s tím dost pohrávala, takže pár písní je tam takových, kterým Mark říká rajcovní, a najdete tam i několik balad. Nahrávka pojmenovaná Sunday at Devil Dirt byla vydána v květnu 2008 a jediným singlem se stala skladba „Who Built the Road“. V srpnu 2010 vyšlo album Hawk, na kterém kromě něj ve dvou písních zpívá mladý americký písničkář Willy Mason. Na podzim 2010 k albu proběhlo americké a evropské turné, začátkem roku 2011 pak hráli znovu v Evropě.

## The Gutter Twins

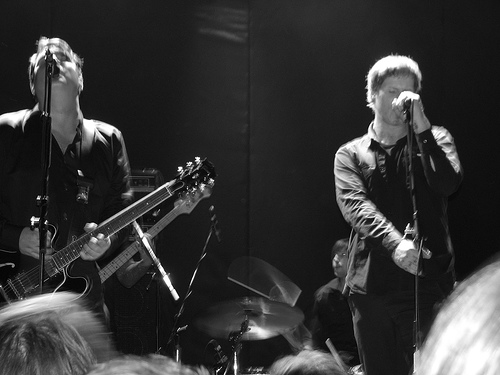
Gutter Twins v newyorském klubu Bowery Ballroom, 2008. Zleva: Greg Dulli, Mark Lanegan.

The Gutter Twins jsou dlouho očekávanou spoluprací Marka Lanegana a bývalého zpěváka a kytaristy Afghan Whigs Grega Dulliho. Ačkoli na společném albu pracovali přinejmenším od roku 2003, jejich první vystoupení jako Gutter Twins se odehrálo v září 2005 v Římě. První píseň „All Misery/Flowers“ nahráli o Vánocích roku 2003, většinu alba pak složili mezi únorem a zářím 2007. Ke spolupráci časopisu Magnet v roce 2008 řekl: „Jediné kritérium, které jsme měli, bylo, že to musí být jiné než naše dřívější počiny. Pokud ne, jaký by mělo smysl to dělat?.“
Album Saturnalia vyšlo 4. března 2008 u labelu Sub Pop, u kterého Dulli i on sám vydávali už v minulosti. Jejich první turné odstartovalo 14. února 2008 v New Yorku a pokračovalo v březnu a dubnu v Evropě a USA. V srpnu 2008 odehráli koncert také v pražském Paláci Akropolis.
Album bylo úspěšné, např. Liz Raftery z časopisu Blast zakončila svůj text pochvalně, když o albu napsala, že je „zvukovým sestupem do temných emocí, které jsou často skryté pod povrchem“. V žebříčku Billboard 200 dosáhla Saturnalia na 117 příčku. V září 2008 vydali Gutter Twins exkluzivně na iTunes EP Adorata. Obsahuje osm písní, kromě dvou původních skladeb Gutter Twins, které se neobjevily na jejich albu, se jedná o předělávky, např. „Deep Hit of the Morning Sun“ od Primal Scream, „Down the Line“ José Gonzálese, tradicionál „St. James Infirmary“ či píseň „Duchess“, kterou na konci 60. let složil Scott Walker, dnes uznávaný experimentátor.

## Spolupráce s Twilight Singers,The Soulsavers a Dukem Garwoodem
Kromě výrazné účasti na třech albech Queens of the Stone Age z let 2000-2005 (Rated R, Songs for the Deaf, Lullabies to Paralyze) figuruje také na třech albech skupiny Twilight Singers (Blackberry Belle, She Loves You a A Stitch in Time). V roce 2006 s nimi odjel na turné po Evropě a Izraeli, které bylo později rozšířeno i o USA.
V roce 2007 vyšlo album anglického elektronického dua Soulsavers It's Not How Far You Fall, It's the Way You Land, na kterém on sám zpívá v osmi z deseti skladeb. Ve skladbách „Revival“, „Ghosts of You and Me“, „Paper Money“ a „Jesus of Nothing“ je kromě zpěvu uveden také jako spoluautor. Kromě původních skladeb nahráli Soulsavers také předělávky písní „Through My Sails“ Neila Younga, „No Expectations“ Rolling Stones, „Spiritual“ skupiny Spain a jeho dřívější písně „Kingdoms of Rain“. Soulsavers nahrávku vytvořili v Anglii (v letech 2005 a 2006) a on sám k ní posléze přidal vokály ve studiu Conway v Los Angeles. I na třetí desce Soulsavers nazvané Broken z roku 2009 se jeho zpěv objevuje v několika skladbách. Tvůrci opět neopomněli předělávky, tentokrát např. písní „You Will Miss Me When I Burn“, kterou složil Bonnie Prince Billy (Will Oldham) či „Highway Kind“ legendárního Townese Van Zandta. Po vydání alba Broken se zúčastnil rozsáhlého amerického a evropského turné.
V květnu 2013 vyšlo album Black Pudding vzešlé ze spolupráce s britským hudebníkem Dukem Garwoodem, jehož tvorba je ovlivněna mimo jiné bluesovou hudbou. Oba dva se potkali v roce 2009 na jednom koncertě v rámci turné Soulsavers a padli si do noty. Album Black Pudding, na kterém on sám zpívá za doprovodu Garwoodovy akustické kytary, vznikalo jako „transatlantická spolupráce“. Garwood nahrával kytarové party v Londýně a posílal nu je do Los Angeles, aby ten k nim dotvářel vokály. Posledních pár dnů před nahráváním pak tvořili společně v Los Angeles. Ke spolupráci v rozhovoru pro magazín No Depression řekl: „Hudba Duka Garwooda se mi líbila ještě předtím, než jsme se potkali. Mám rád jeho písně, způsob, jakým hraje na kytaru a zpívá a celkový přístup k hudbě. Náladu, kterou jeho hudba evokuje a tajemnost v ní obsaženou.“

## Spolupráce sJohnem Calem
Mark Lanegan také při několika příležitostech spolupracoval s velšským hudebníkem a skladatelem Johnem Calem. V říjnu 2008, u příležitosti nedožitých sedmdesátých narozenin zpěvačky, modelky a herečky Nico, vystoupil na Calem pořádaném koncertu Life Along the Borderline: A Tribute to Nico v Londýně. Téže události se účastnil v květnu 2009 ve Ferraře, v březnu 2010 ve Vratislavi, v dubnu 2010 v Římě a v lednu 2013 v New Yorku. Dne 30. září 2010 s ním zpíval při koncertu v Los Angeles, při němž hrál písně ze svého alba Paris 1919. Dne 3. dubna 2016 vystoupil s dalšími hosty na jeho koncertu, při němž hrál písně z prvních dvou alb kapely The Velvet Underground. Zpíval zde písně „All Tomorrow's Parties“ a „The Black Angel's Death Song“ a společně se všemi zúčastněnými hosty zpíval také v závěrečné písni „Sister Ray“.
Rovněž nahrál coververze dvou jeho písní: „Big White Cloud“ (vyšla na albu Has God Seen My Shadow?) a „I'm Not the Loving Kind“ (Imitations). Lanegan se již dříve rovněž snažil zlákat Calea, aby produkoval jeho sólové album Bubblegum, avšak ze spolupráce sešlo. Cale je dále autorem jedné z předmluv k Laneganově knize textů I Am the Wolf (2017).

## Jednorázové projekty, filmové soundtracky atd.

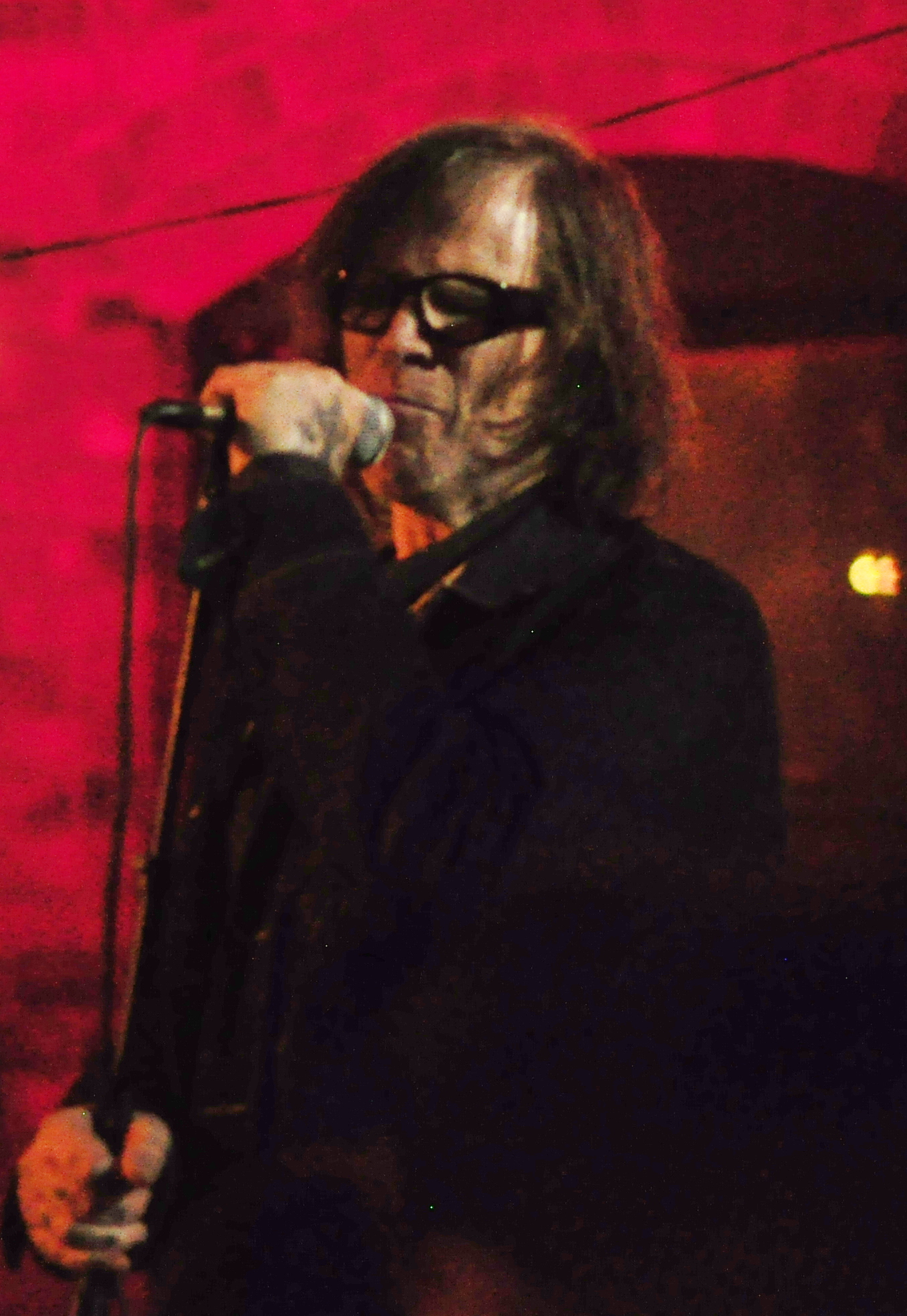
Mark Lanegan (2015)

Na kontě má také řadu dalších „jednopísňových“ spoluprací a hostování na albech jiných interpretů, jako jsou např.:
- Skladby „Long Gone Day“ a „I'm Above“ z jediného alba Above (1995) skupiny Mad Season, tvořené muzikanty z populárních Seattleských grungeových skupin. V roce 2013 bylo album Above vydané znovu s několika bonusovými písněmi, Lanegan nazpíval mimo jiné píseň „Black Book Of Fear“,
- Coververze písně „She's Not For You“ z kompilační alba k poctě Willieho Nelsona Twisted Willie (1996),
- Píseň „Untitled Lullaby“ z benefičního alba Free the West Memphis Three na náklady obhajoby v případu West Memphis Three, 2000
- Na album písní pro děti Sandra Boynton's Dog Train z roku 2005 si Lanegan zazpíval píseň „Sneakers“[5],
- Pro soundtrack k filmu I'm Not There o životě Boba Dylana z roku 2007 nazpíval předělávku Dylanovy písně „Man in a Long Black Coat“.
- Skladba „Black River“ z desky Future Chaos projektu Bomb the Bass v roce 2009,
- V roce 2009 vyšla v rámci svého žánru hvězdně obsazená pocta již nežijícímu frontmanovi skupiny The Gun Club Jeffrey Lee Pierceovi nazvaná We Are Only Riders. On sám je na albu ke slyšení ve dvou písních, sólo v „Constant Waiting“ a spolu s Isobel Campbell ve „Free to Walk“
- „Another Night Out“ z alba Where Did the Night Fall od Unkle z roku 2010,
- V roce 2011 byla jeho píseň „Burning Jakob's Ladder“ použita v traileru a závěrečných titulcích videohry Rage,
- „So Long Sin City“ nahranou s kytaristou bývalých Guns N' Roses Slashem (použitá na soundtracku k nezávislému filmu This is not a Movie, 2011),
- Předělávkou skladby „The Beast in Me“ přispěl také na soundtracku k filmu Hangover II (Pařba v Bangkoku) z roku 2011, kterou složil Nick Lowe.
- Píseň „Intertwined“ na albu Coming Home Maggie Bjorklund (2011)
- Předělávka písně „Crystalized“ od The xx, spolu s Martinou Topley Bird a za doprovodu Massive Attack a Warpaint (2012),
- V roce 2012 se objevil ve třech písních vydaných na soundtracku k filmu Země bez zákona (Lawless), vzniklého podle scénáře Nicka Cavea. Autoři hudby Nick Cave a Warren Ellis jako The Bootleggers nahráli předělávky skladeb „White Light/White Heat“ (původně od The Velvet Underground), „Sure 'Nuff 'n Yes I Do“ (Captain Beefheart) a „Fire and Brimstone“ (Link Wray). O jejich nazpívání byl požádán poté, co je odmítl opatřit svým vokálem bluegrassový veterán Ralph Stanley.[50]
- Coververze písně „Red Baloon“ původně od Tima Hardina, na albu Reason to Believe vydaném v lednu 2013 k poctě tomuto umělci[51],
- „The Lonely Night“, vzešlá ze spolupráce s multiinstrumentalistou Mobym a zveřejněná bezplatně na internetu v dubnu 2013 u příležitosti dne prodejen hudebních nosičů (Record Store Day) atd.
- Skladba „Long Cold Race“ z alba polského industriálního hudebníka Macieje Werka Songs That Make Sense (2013)[52],
- Znělka pořadu Anthonyho Bourdaina Neznámé končiny, kterou v roce 2013 složili spolu s Joshem Hommem[53]. V epizodě o městě Seattle z listopadu 2017 je poslední část věnovaná právě tvorbě Marka Lanegana[54].
- Na albu Humanist britského kytaristy Roba Marshalla z roku 2020 zpívá Lanegan ve čtyřech písních - Kingdom, Beast of the Nation, Skull a Gospel,
- Píseň „I'm Always“, spolupráce s americkým hudebníkem Ianem Ottawayem (2020),
- V září 2020 vyšlo EP projektu Laneganovy manželky Shelley Brien nazvané Black Phoebe, na kterém Lanegan zpívá v písních Come to the Shadow King, Saturn Rising a Rising High Water,
- Na večeru seattleského Muzea populární kultury MoPOP věnovaného Alice in Chains zpívá v písních „Nutshell“ a „Brother“[55] (2020),
- Píseň „Just A Candle“ z alba The Shadow of Their Suns francouzského producenta Jean-Christophe Le Saoûta vystupujícího pod jménem Wax Tailor (2021) [56]

## Kniha textů I Am the Wolf a autobiografie Sing Backwards and Weep
V roce 2017 vydal Lanegan knižní soubor svých textů nazvaný I Am the Wolf: Lyrics & Writings, kde texty písní doprovodil krátkými komentáři. Jednu z upoutávek na obálku knihy mu napsal také Anthony Bourdain, jehož Laneganova hudba velmi oslovila, a který ho následně začal ponoukat k sepsání autobiografie. Do té se Lanegan skutečně pustil a přes značnou nechuť vytrval i poté, co už mu Bourdain jako mentor nemohl pomoci (vystřídal ho hudebník, spisovatel a učitel tvůrčího psaní Mishka Shubaly).
Kniha nazvaná Sing Backwards and Weep, podle verše písně Fix z alba Field Songs, vyšla 28. dubna 2020 a vzbudila nemalou pozornost, díky otevřenosti a upřímnosti, se kterou Lanegan popisuje svůj život v osmdesátých a devadesátých letech a také kvůli jeho líčení někdejších nedobrých vztahů se členy skupiny Screaming Trees, pasážím o přátelství s Kurtem Cobainem a Laynem Staleym, či konfliktu se zpěvákem Liamem Gallagherem při společném turné s Oasis v roce 1995.

## Sólová diskografie
- The Winding Sheet (1990)
- Whiskey for the Holy Ghost (1994)
- Scraps at Midnight (1998)
- I'll Take Care of You (1999)
- Field Songs (2001)
- Here Comes That Weird Chill (EP, 2003)
- Bubblegum (2004)
- Blues Funeral (2012)
- Dark Mark Does Christmas 2012 (EP, 2012)
- Imitations (2013)
- Has God Seen My Shadow? An Anthology 1989-2011 (kompilace, 2014)
- Phantom Radio (2014)
- Houston Publishing Demos 2002 (2015)
- Gargoyle (2017)
- Somebody's Knocking (2019)
- Straight Songs of Sorrow (2020)